# Alfredo Ernest Novak
Alfredo Ernest Novak CSsR (* 2. Juni 1930 in Dwight, USA; † 3. Dezember 2014 in Campina Grande do Sul, Brasilien) war ein US-amerikanischer Ordensgeistlicher und römisch-katholischer Bischof von Paranaguá.

## Leben
Alfredo Ernest Novak trat der Ordensgemeinschaft der Redemptoristen bei und legte 1951 die Profess ab. Nach seinem Theologie- (1954/58) und Philosophiestudium (1951/53) in Oconomowoc, Wisconsin, empfing er am 2. Juli 1956 die Priesterweihe. 1958 kam er nach Brasilien. Er war zehn Jahre in der Missionsarbeit in der brasilianischen Amazonas-Region tätig. Von 1968 bis 1979 war er in der brasilianischen Bischofskonferenz CNBB im Medienbereich (MSC) sowie als Generalsekretär der Campanha da Fraternidade (CF).
Papst Johannes Paul II. ernannte ihn am 19. April 1979 zum Weihbischof in São Paulo und Titularbischof von Vardimissa. Der Erzbischof von São Paulo, Paulo Evaristo Kardinal Arns OFM, spendete ihm am 27. Mai 1979 die Bischofsweihe; Mitkonsekratoren waren José Ivo Lorscheiter, Bischof von Santa Maria, und Aloísio Ariovaldo Amaral CSsR, Bischof von Limeira. Sein bischöflicher Wahlspruch war Enviou-me a proclamar a Boa Nova.
Am 15. März 1989 wurde er durch Johannes Paul II. zum Bischof von Paranaguá ernannt. Am 2. August 2006 nahm Papst Benedikt XVI. seinen altersbedingten Rücktritt an. 
Für seine Verdienste im Bundesstaat Paraná wurde er im Jahr 2013 mit der Ehrenbürgerwürde ausgezeichnet.